# Marosmonyoró
Marosmonyoró (Monoroștia), település Romániában, a Partiumban, Arad megyében.

## Fekvése
A Maros mellett, Marosborsa és Kapruca közt fekvő település.

## Története
1910-ben 423 lakosából 393 román , 30 magyar volt. Ebből 356 görögkeleti ortodox, 37 görögkatolikus, 22 római katolikus volt.   
A trianoni békeszerződés előtt Arad vármegye Máriaradnai járásához tartozott.
1956-ban 333 lakosa volt. A 2002-es népszámláláskor 334 lakosából 322 román, 1 magyar volt.